# سيتم إرسال المقاتلين!
سيتم إرسال المقاتلين! (بالإنجليزية: Combatants Will Be Dispatched!)‏ هي رواية خفيفة يابانية نشرت على موقع شوسيتسوكا ني نارو من أغسطس حتى سبتمبر 2012.تم عمل مانغا مقتبسة منها نشرت في مارس 2018 وتم عمل مسلسل أنمي من إنتاج جاي سي ستاف عرض في أبريل حتى يونيو 2021.